# خوان خوسيه رودريغيز (لاعب كرة قدم)
خوان خوسيه رودريغيز (بالإسبانية: Juan José «Yaya» Rodríguez)‏ هو لاعب كرة قدم أرجنتيني في مركز مهاجم ‏، ولد في 11 يناير 1937 في إنتري ريوس في الأرجنتين، وتوفي في 2 يونيو 1993 في بوينس آيرس في الأرجنتين. لعب مع بوكا جونيورز.

## وصلات خارجية
- خوان خوسيه رودريغيز على موقع الاتحاد الأوربي (الإنجليزية)
- خوان خوسيه رودريغيز على موقع قاعدة بيانات كرة القدم.إي يو (الإنجليزية)
- خوان خوسيه رودريغيز على موقع ناشيونال فوتبول تيمز (الإنجليزية)
- خوان خوسيه رودريغيز على موقع عالم كرة القدم.نت (الإنجليزية)